# Serra de Malforat
La Serra de Malforat és una serra situada al municipi de la Vall de Bianya a la comarca de la Garrotxa, amb una elevació màxima de 923 metres.
La Serra de la Cau és el seu contrafort oriental.